# Fruchtsauce
Eine Fruchtsauce (auch Fruchtsoße) ist eine Beilage aus Früchten, die zur geschmacklichen Abrundung von Speisen der warmen und der kalten Küche dient. Fruchtsaucen eignen sich sowohl als Ergänzung für Süßspeisen und Eisspeisen als auch für herzhafte Speisen; man unterscheidet ungegarte, gegarte und zusammengesetzte Fruchtsaucen, mitunter enthalten sie auch Fruchtstückchen.

## Zubereitungsarten
Fruchtsaucen zu Süßspeisen können beispielsweise aus püriertem frischem Obst (oder Dosenobst) mit Puderzucker bereitet werden, das mit Zitronensaft, Zuckersirup oder Likören bzw. Weinbränden verdünnt wird. Andere Fruchtsaucen setzen sich aus verdünnter Marmelade mit Vanillecremesauce oder Schlagsahne zusammen. Beispiele: Erdbeersauce, Himbeersauce, Johannisbeersauce (Ribiselsauce), Kiwisauce, Pfirsichsauce, Aprikosensauce (Marillensauce) usw.

Fruchtsauce zu herzhaften Speisen sind beispielsweise Preiselbeersauce zu Wildspeisen, Curry-Fruchtsauce für Curryspeisen, Apfelsauce zu fettem Fleisch oder Orangensauce zu Entenbraten.

Fruchtsaucen
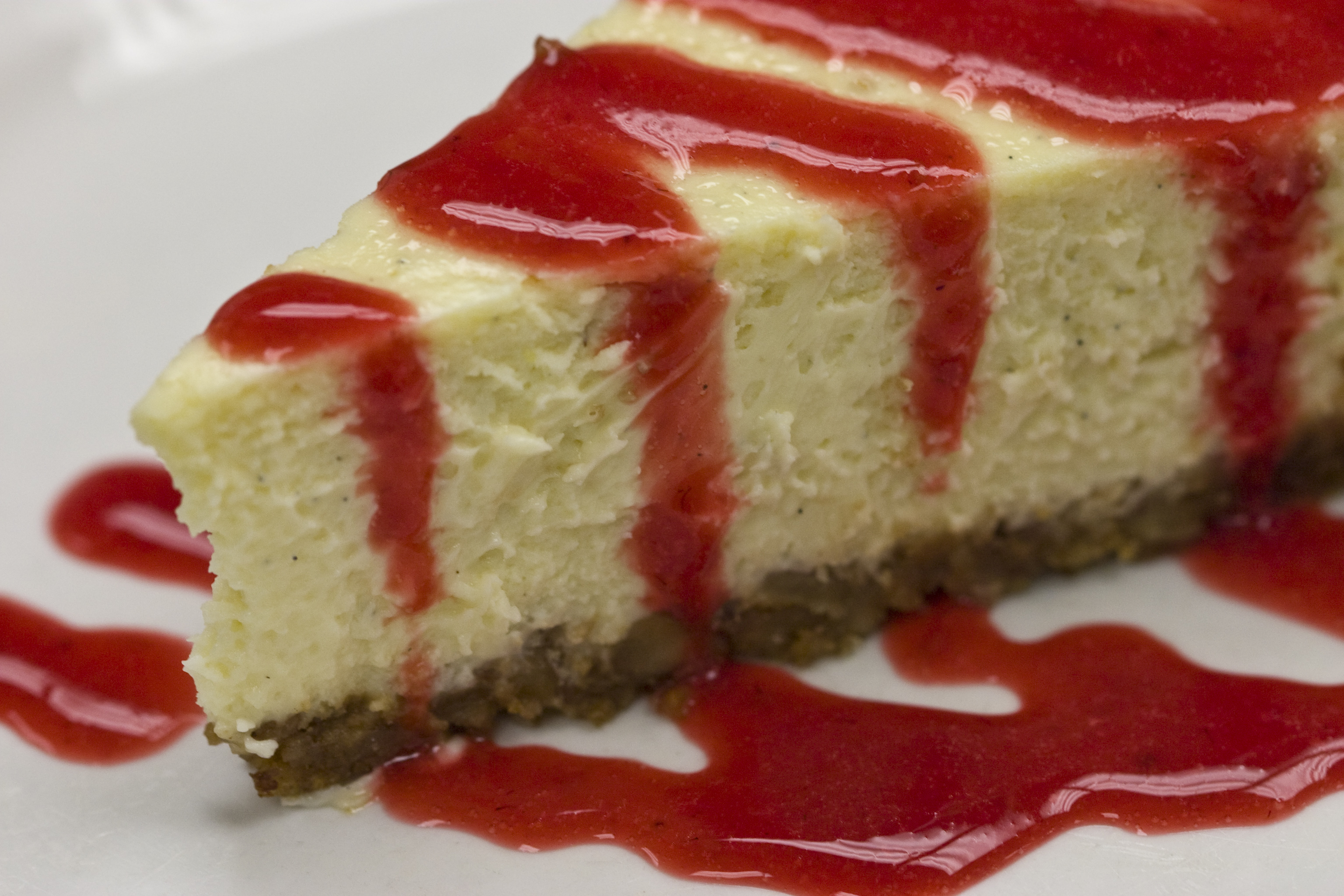
Käsekuchen mit Erdbeersauce
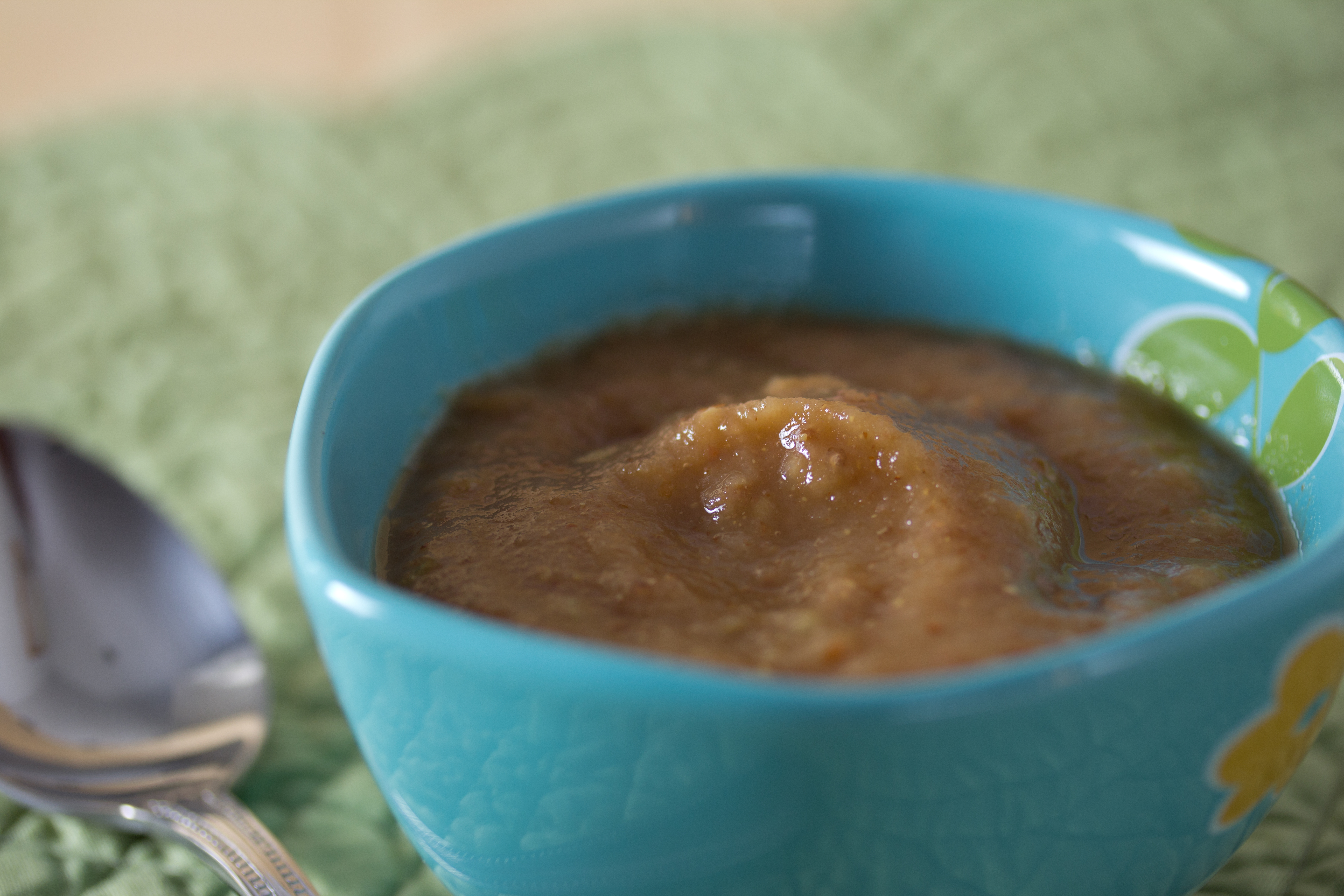
Apple sauce
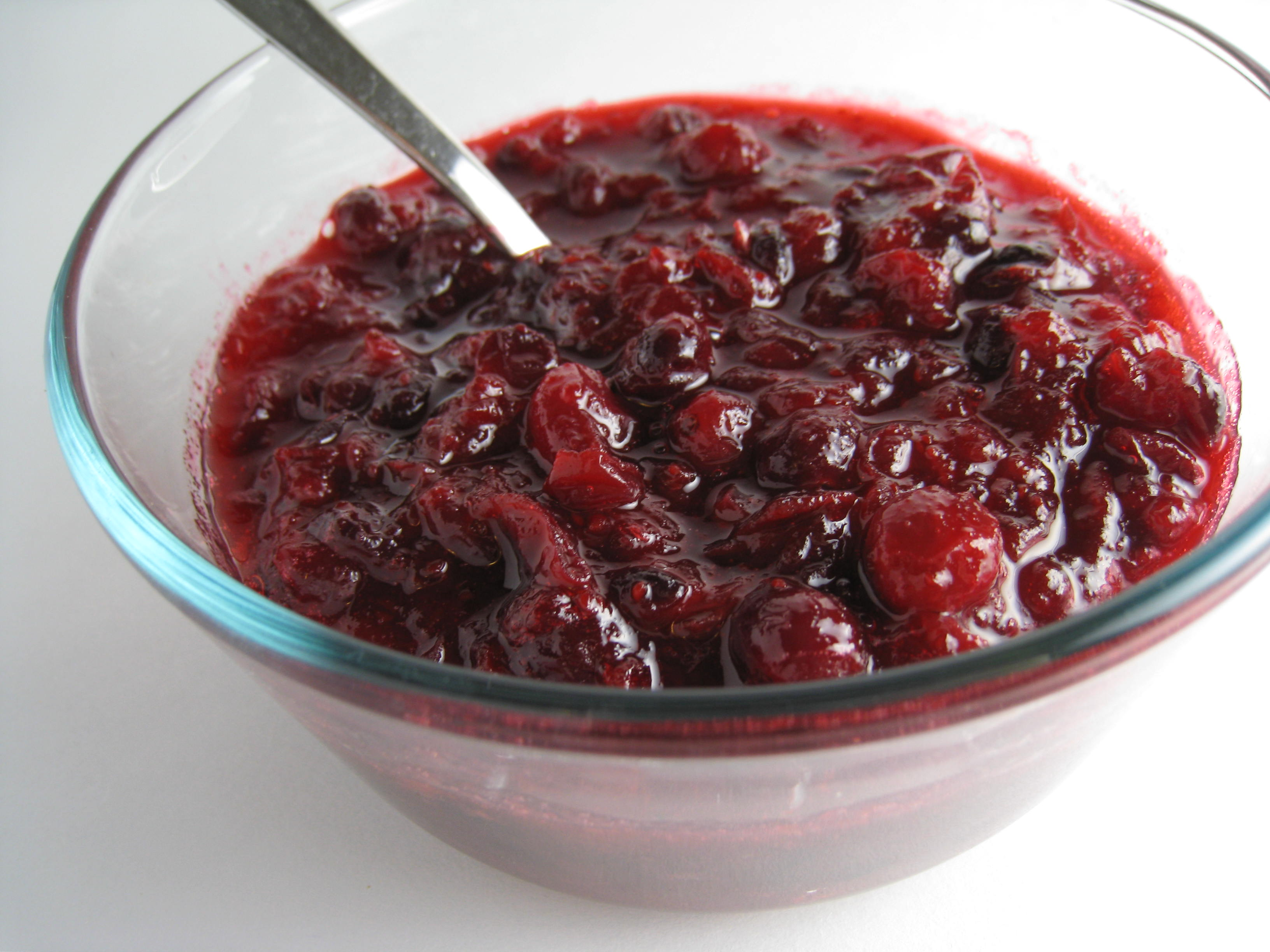
Cranberry Sauce
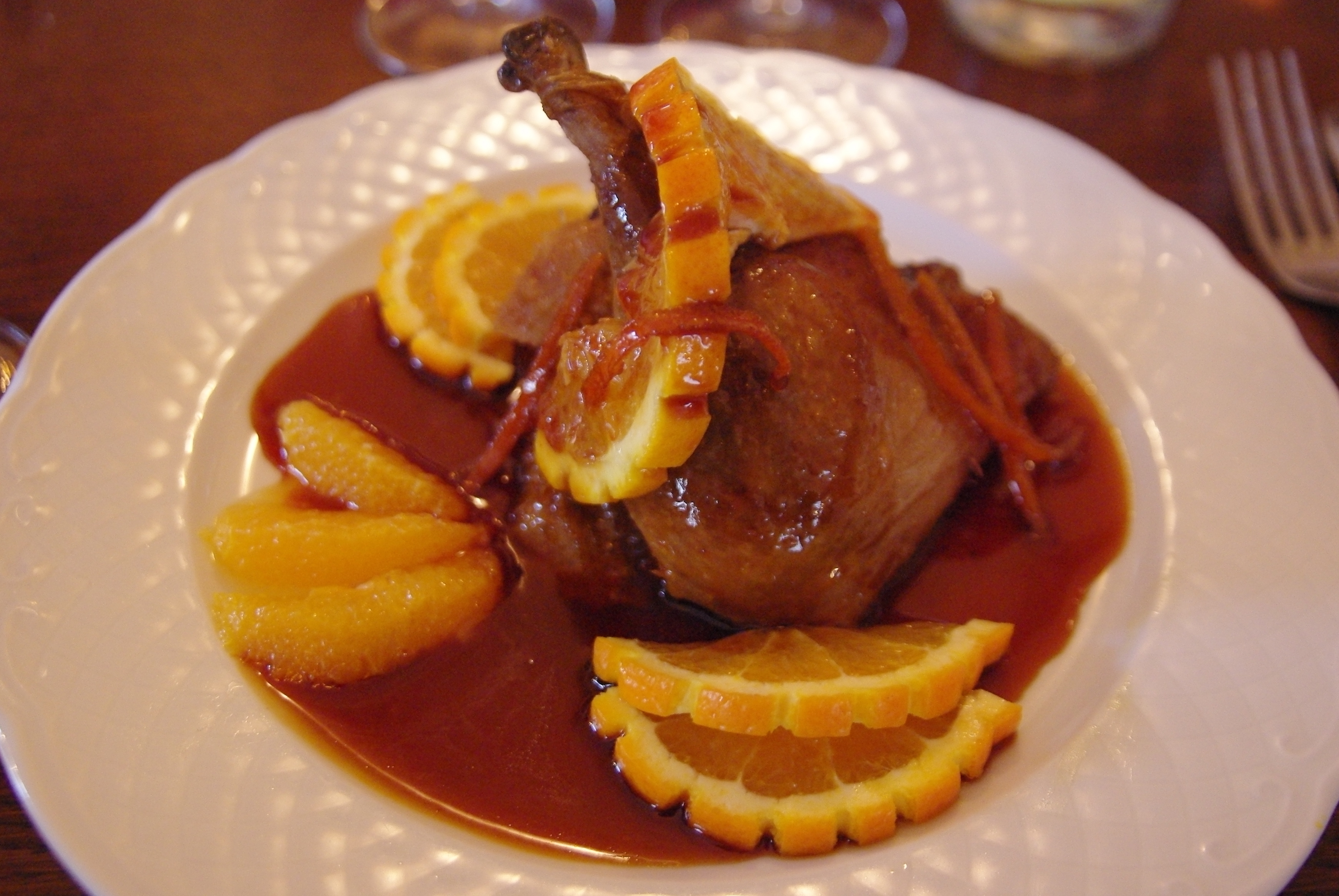
Ente à l’orange